# Leith Citadel järnvägsstation

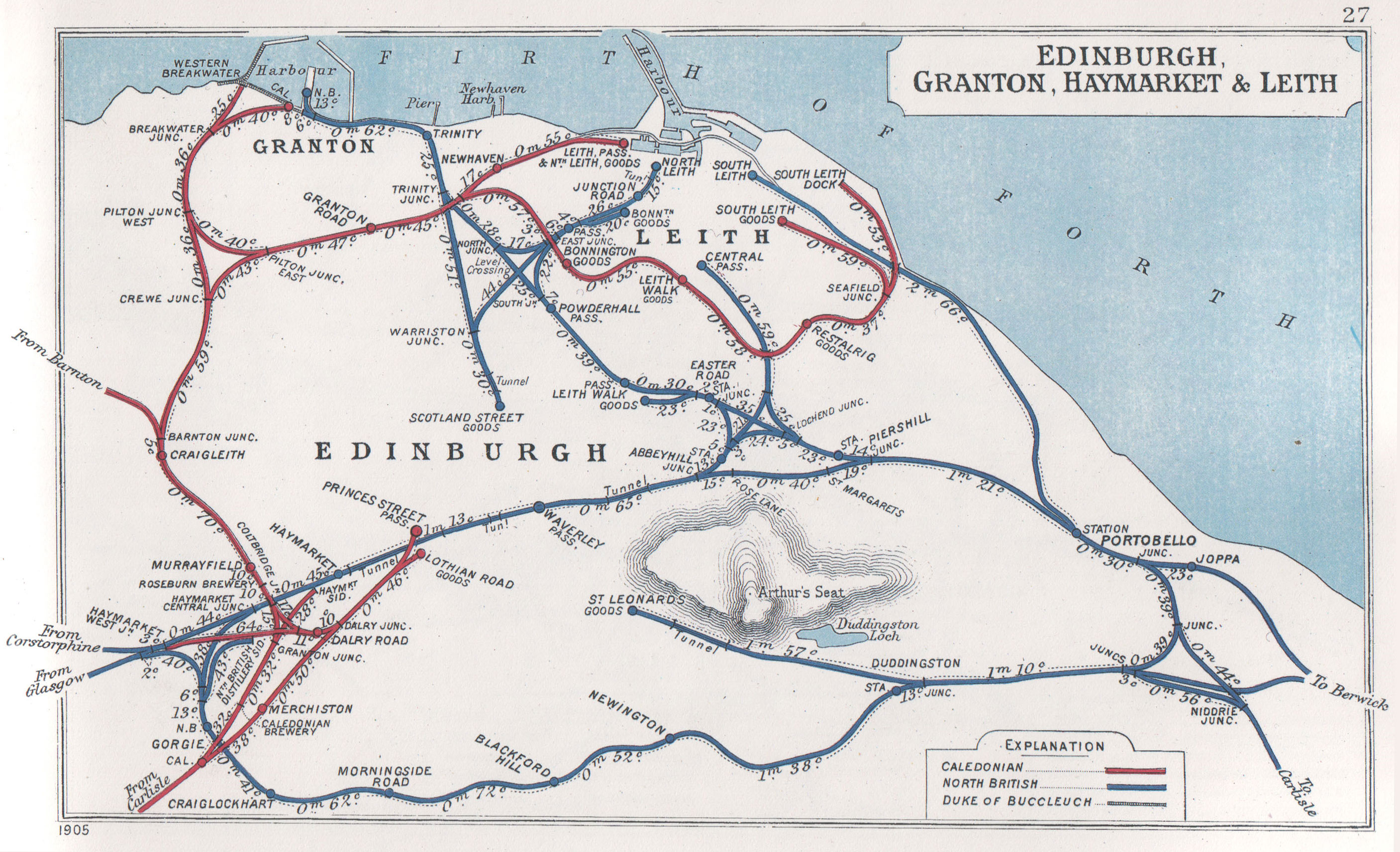
Karta över Edinburgh järnvägsnät 1905. Leith Citadel heter North Leith.

Leith Citadel var en ändstation i Leith. Stationen hette fram till 1952 North Leith.

## Historik
Järnvägsbolaget Edinburgh, Leith and Newhaven Railway byggde en linje till North Leith (Leith Citadel) vilket invigdes 10 maj 1846. Stationen fungerade som ändstation för passagerartrafik medan godståg kunde gå vidare från stationen ner till hamnen.
Stationen stängde för persontågstrafik 16 juni 1947. 1968 lades godstågstrafiken ner på linjen. I stationshuset öppnade en pub 1950.